# 터치 타이핑
터치 타이핑(영어: touch typing)은 컴퓨터나 워드 프로세서에 키보드 입력을 할 때 키보드면의 문자에 의존하지 않고 손가락 끝의 감각만을 의지하여 키를 두드리는 타이핑 기법이다. 블라인드 터치(blind touch), 터치 메소드(touch method)라고도 불린다.

## 호칭
블라인드 터치는 일본어식 및 한국어식 영어이다. 일본에서는 일본어 워드 프로세서 전용기의 보급과 함께 이 표현을 사용하기 시작했으며, 점차 워드 프로세서 전용기가 쇠퇴한 1990년대 중반 이후를 기점으로 원래의 촉건법(触鍵法)에 유래하는 터치 타이핑이라는 말이 사용되게 되었다.

## 연습용 소프트웨어
터치 타이핑 연습 소프트웨어는 유료, 무료를 불문하고 많이 개발되고 있다. 온라인에서 다운로드할 수 있는 것도 많다. 특히 로마자 입력 연습용이 쉽게 개발할 수 있기 때문에 많이 만들어지고 있다.

## 같이 보기
- 드보락 자판